# 배드 베이비

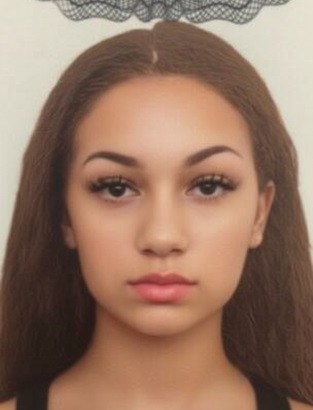

대니엘 브레골리(Danielle Bregoli, 2003년 3월 26일 ~ )는 미국의 래퍼, SNS 유명인으로, 예명 배드 베이비(Bhad Bhabie)로 잘 알려져있다.
2016년 9월 14일, 모친인 바버라 앤과 토크쇼 닥터 필(Dr. Phil)에 출연하면서 처음으로 이름을 알렸다. 해당 방송분에서 대니엘은 온갖 범죄를 저지르고 다니는 13살짜리 문제아로 출연했다. 대니엘은 쇼 진행자인 필 맥그로와 인터뷰를 하던 중 "cash me outside, how 'bout dah?"라는 발언을 하는데, 방송 이후 이 문구가 SNS 상에서 화제가 되면서 유행어, 밈화되었다. 해당 문구는 사실 "Catch me outside, how 'bout dat?"(의역: 나가서 한 판 붙을래요?)로, Catch가 Cash로 들릴 만큼 특이한 대니엘의 발음과 그로 인해 이상하게 들리는 전체내용 전달 때문에 결국 대중의 이목을 사로 잡게 되었다.
이후 2017년 2월 10일, 닥터 필 쇼에 재차 출연했으며, 대니엘은 유명세를 발판으로 연예계에 진출하게 되었다. 유행어를 통해 2017 MTV 무비 & TV 어워드 "트랜딩" 부문 수상 후보에 올랐다. 2017년, 데뷔 싱글 "These Heaux"로 빌보드 핫 100 77위까지 올라, 당시 기준 빌보드 핫 100에 오른 최연소 여성 래퍼가 되었다. 싱글 성공 이후 애틀랜틱 레코드와 계약을 맺었다. "These Heaux" 외 대표곡으로 "Gucci Flip Flops", "Trust Me"가 있다. 과거 안좋은 가정사가 밝혀지고, 실력이 늘어가는 모습을 보여 사람들에게 점점 인정을 받고있는 추세라고 한다.

## 음반 목록

### 믹스테잎
- 15 (2018)